# 松村泰樹
松村 泰樹（まつむら たいき、1985年12月17日 - ）は、大阪府出身の元サッカー選手、現指導者。

## 経歴
大学まで日本でサッカーを続け、大学卒業と同時にプロサッカー選手を目指しオーストラリアに渡る。2年半1度も日本に帰ることなくサッカー選手を続け、アマチュアのカテゴリーからセミプロまで上がり帰国。その後ニュージーランドに渡りニュージーランド1部リーグ所属のManawatu Unitedと契約。初の国内1部リーグでプレーする事になる。
インドリーグのArhima FCとプロ契約。その後、フィジー、マカオのクラブを渡り歩く。
カナダのバーナビーリーグ1部、Sierraと契約。アイルランドLeinster Senior Football Leagueに所属するダブリンバスFCと契約。
ワーキングホリデー5回（オーストラリア〈2回〉、ニュージーランド、カナダ、アイルランド）を経験。現在はサッカースクールを経営。